# Dine Alone Records
Dine Alone Records è un'etichetta discografica indipendente canadese, fondata nel 2005 da Joel Carriere, attuale presidente, e Greg Below. Il primo album ad essere pubblicato fu Sometimes di City and Colour, disco di platino in Canada, che diede subito una certa notorietà all'etichetta. Successivamente firmeranno con la Dine Alone artisti come At the Drive-In, Alexisonfire, Marilyn Manson, Tokyo Police Club e Seaway.